# Christoph Ruland
Karl Christoph Ruland  (* 25. März 1949 in Hamburg) ist ein deutscher Informatiker und Hochschullehrer.

## Leben
Ruland begann 1970 ein Studium der Mathematik, Physik und Informatik an der Rheinischen Friedrich-Wilhelms-Universität Bonn. Dort promovierte er 1976 bei Rolf Leis mit der Dissertation „Ein Verfahren zur Berechnung der Lösung des Dirichletschen Außenraumproblems zur Helmholtzschen Schwingungsgleichung bei stückweise glatten Rändern“. Im Jahre 1982 wurde Ruland an der FH Aachen Professor für Datennetze und Datenfernübertragung und erhielt 1992 einen Ruf als Professor an die Universität Siegen auf den Lehrstuhl am Institut für Digitale Kommunikationssysteme. 

## Lehre und Forschung
Das hauptsächliche Arbeitsgebiet von Christoph Ruland ist die Integration von Informationssicherheit auf allen Schichten der digitalen Kommunikation. Hierbei wiederum liegt der Schwerpunkt bei der Anwendung von Methoden der Kryptographie im Bereich von Mobilfunk, allgemein drahtloser Übertragung und dem Internet.

## Publikationen
- Ein Verfahren zur Berechnung der Lösung des Dirichletschen Außenraumproblems zur Helmholtzschen Schwingungsgleichung bei stückweise glatten Rändern, Dissertation, 1976.
- Datenschutz in Kommunikations-Systemen, datacom Verlag, Pulheim, 1987, ISBN 978-3-8923-8004-7.
- Informationssicherheit in Datennetzen, datacom Verlag, Bergheim, 1993, ISBN 978-3-8923-8081-8.
- Wissenschaftliches Kommunikations- und Sicherheitskolloquium 2009 Universität Siegen. Forschungsberichte des Instituts für Digitale Kommunikationssysteme, Bd. 25, Shaker-Verlag, ISBN 978-3-8322-8143-4.